# Краевский (посёлок при разъезде)
Крае́вский — железнодорожный разъезд (тип населенного пункта)  в Кировском районе Приморского края России. Входит в состав Руновского сельского поселения.

## История
Железнодорожный разъезд назван в честь инженера-путейца Краевского, работавшего на строительстве Уссурийской железной дороги.

## География
Ближайший населённый пункт — село Новорусановка Спасского района — около 6 км (по прямой), до административного центра Руновского сельского поселения села Руновка — около 20 км (по прямой).
Расстояние до Павло-Фёдоровки около 20 км, до районного центра пос. Кировский (через село Шмаковка) около 41 км.

## Население
| 1926 | 2002 | 2005 | 2010 |
| ---- | ---- | ---- | ---- |
| 51   | ↘4   | ↗8   | ↘0   |

## Инфраструктура
Путевое хозяйство. Действует железнодорожный разъезд Краевский.

## Транспорт
Автомобильный и железнодорожный транспорт. Автомобильная дорога к разъезду Краевский идёт на юг от села Павло-Фёдоровка Кировского района.